# Бертье-Делагард, Александр Львович
Александр Львович Бертье-Делагард (26 октября (7 ноября) 1842, Севастополь, Таврическая губерния, Российская империя — 14 февраля 1920, Ялта, РСФСР) — российский археолог, историк, нумизмат, инженер-генерал-майор.
Выдающийся исследователь Крыма. Вице-президент и фактический руководитель Одесского общества истории и древностей (1899—1919), член Московского археологического общества, Одесского отделения Русского технического общества, член-корреспондент Императорской Археологической комиссии, Таврической учёной архивной комиссии.

## Биография
Родился 26 октября (7 ноября) 1842 года в Севастополе в семье морского офицера, контр-адмирала Льва Александровича Бертье-Делагарда и Веры Ивановны Бертье-Делагард (урожденной Колодеевой; 1826—1853), дочери титулярного советника. 
Семье Бертье-Делагардов принадлежало несколько тысяч квадратных метров земли под Севастополем и близ Ялты.
В 1853 году был определён в Брест-Литовский сухопутный кадетский корпус, который во время Крымской войны был переведён в Москву. Из кадетского корпуса был переведён в Петербургское Константиновское военное училище, которое окончил с отличием в 1860 году и был выпущен поручиком в 53-й Волынский пехотный полк; в течение двух лет служил в Одессе. Затем вновь учился и в 1864 году окончил Военно-инженерную академию. Был назначен на службу в Херсон, где по нелепой случайности из-за неосторожности товарища лишился глаза во время учений. Стал служить инспектором в Херсонском земстве.
В автобиографии он вспоминал, что его случайное знакомство с вице-президентом Одесского общества истории и древностей Николаем Никифоровичем Мурзакевичем оказало огромное влияние на его дальнейшую судьбу: «Увлечённый им, я своими руками разобрал, очистил и исправил в 1873 г. безвестно брошенную могилу Потёмкина, переложив его кости. Это и было начальной точкой увлечения моего археологией и историей».

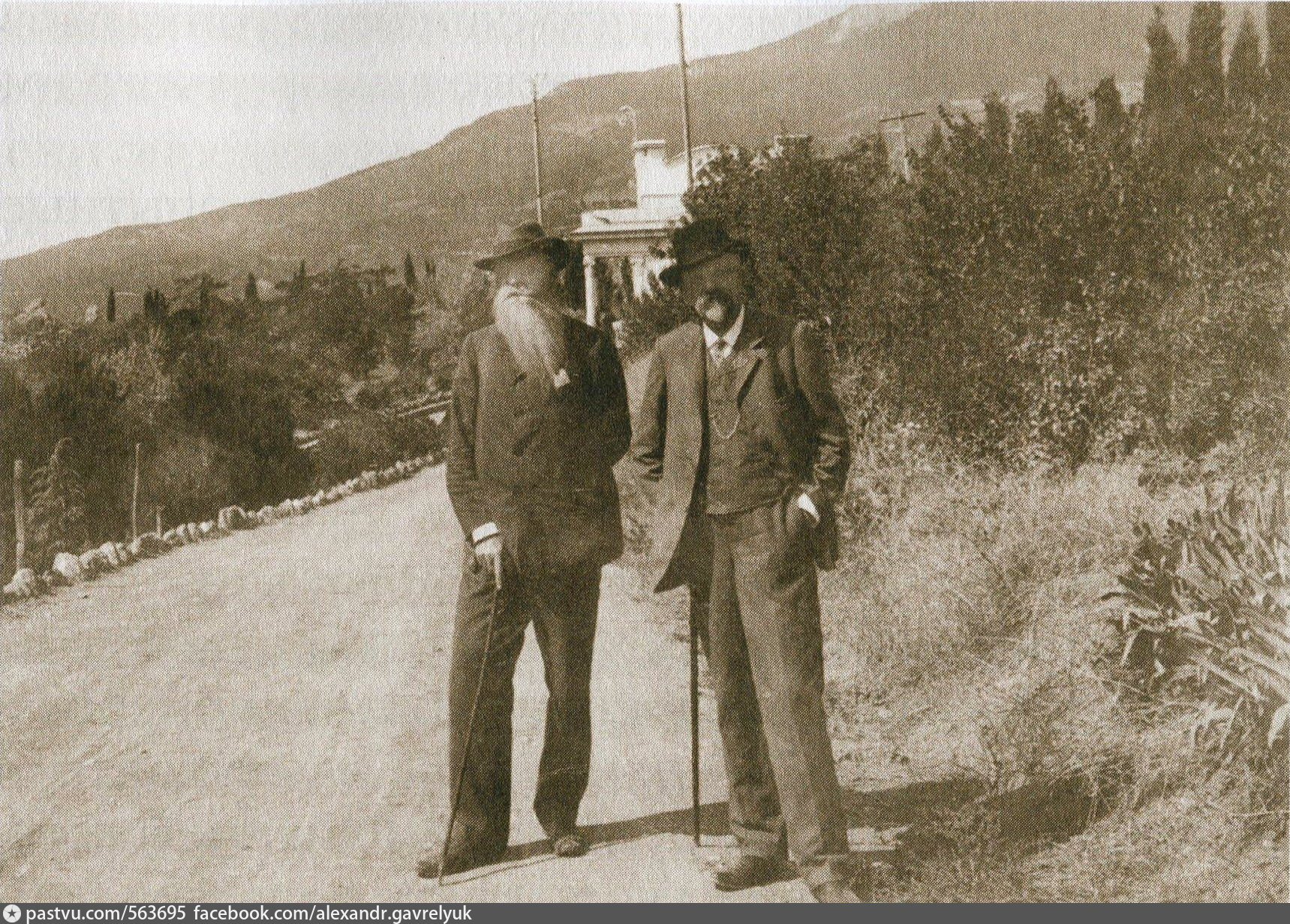
А. Л. Бертье-Делагард и А. В. Орешников на раскопках в Суук-Су, Гурзуф 1903—1905 годы

Прижизненное цветное фото Бертье-Делагарда, 1910—1913 гг.

Мемориальная доска Бертье-Делагарду в Ялте

Долгое время занимался военно-гражданским строительством. В 1874 году его перевели на службу инженером в Севастополь. Здесь он спроектировал и руководил работами по строительству водопровода, занимался планировкой города, спроектировал и руководил строительством Приморского бульвара и судостроительного адмиралтейства. В течение 1870—1880-х годов строил порты в Ялте, Феодосии, Одессе, Ростове, алуштинский и ялтинский водопроводы, железную дорогу на Феодосию. По роду деятельности он постоянно сталкивался с остатками древностей и самостоятельно производил археологические раскопки, описывал и зарисовывал находки.
В 1887 году вышел в отставку в чине инженер-генерал-майора и занялся научной деятельностью. Объектом его интересов стали история, археология, нумизматика Крыма. Исследовал архитектуру средневекового Крыма (Бахчисарай, Солхат), пещерные города, монетное дело. Участвовал в раскопках Херсонеса, исследовал некрополь Феодосии, святилище римского времени близ Ялты, Суук-Су и др. Одним из первых привлёк весовые данные для изучения монетных систем. Собрал несколько богатейших коллекций:
- библиотеку старинных изданий и книг по крымской тематике;
- коллекцию предметов крымскотатарского быта;
- коллекцию крымских монет и монет, найденных в Крыму;
- коллекцию крымских археологических находок.

В 1891 году выдвигался на место городского головы Севастополя, но отказался из-за большой занятости в Крымском горном клубе; в 1891—1894 годах он был товарищем председателя Крымского горного клуба, а в 1899—1913 годах — председатель правления клуба. Болезнь родственников вынудила его обосноваться в Ялте, где 21 июня 1894 года он приобрёл земельный участок и построил дом по своему проекту (ул. Аутская, ныне — ул. Кирова, 15). Здесь он развёл уникальный сад, который состоял из редких и ценных древесных и кустарных растений.
На свои средства он привел в порядок генуэзские крепости в Алуште, Балаклаве, Судаке и Феодосии. В 1900 году им была исследована Инкерманская крепость. С 1910 года состоял членом Крымского общества естествоиспытателей и любителей природы. 
Из движимого имущества А.Л.Бертье-Делагарда наибольшую ценность представляли библиотека, личный архив и коллекция древностей. На пополнение их он расходовал значительные средства, поступавшие от его предпринимательской деятельности. В библиотеке, насчитывавшей около 5000 томов, содержалось почти все, что издавалось о Крыме, начиная со старинных редких изданий и заканчивая современными.  В личном архиве были биографические материалы, документы о строительстве различных объектов в Одессе, Ростове-на-Дону, Севастополе, Феодосии, Херсоне, Ялте, рукописи опубликованных и неопубликованных работ по археологии, истории, нумизматике, планы и чертежи «пещерных городов» и средневековых укреплений юго-западного Крыма, фотографии архитектурных и археологических памятников, быта мариупольских греков и крымских татар, научная переписка.
Коллекция делилась на три части. Первая – нумизматическая: примерно 200 боспорских и херсонских монет. Во вторую вошли ювелирные изделия античной, готской и византийской культур. Третья состояла из предметов крымскотатарской старины. Делом всей жизни Бертье-Делагард считал создание в Ялте Музея древностей, для которого он готов был передать огромное количество экспонатов. 
«15 декабря 1919 года он составил свое последнее духовное завещание, в котором распорядился всем принадлежавшим ему имуществом. Копия завещания находится в протоколе заседания Симферопольского окружного суда по 1-му гражданскому отделению от 12 мая 1920 года. Севастопольское владение и личные вещи А.Л.Бертье-Делагард завещал племяннику А.И.Разумихину.  Дачу в Ялте, по ул. Аутской, 15, состоявшую из двухэтажного каменного дома, флигеля и пристроек, наследовали в равных долях родная сестра С.А.Белявская, по первому мужу Разумихина, и дальняя родственница А.К.Баранецкая. Отдел библиотеки под названием «Таврида», книги по истории, археологии, нумизматике, географии должны были поступить в Исторический музей в Москве, а литература по естествознанию, математике, технике, садоводству – в Таврическую губернскую земскую управу. Дублеты книг предполагалось передать Таврической ученой архивной комиссии. Материальные затруднения заставили А. Л. Бертье-Делагарда расстаться со своим уникальным собранием древностей. В завещании он с горечью констатировал: «...ценность денежной единицы стала крайне не определенна… самое жизненное существование моё и всех вокруг меня живущих ныне требует столь страшных расходов, что моих обычно малых доходов далеко недостаточно и приходится отчуждать разного рода имущество, чтобы не умереть с голоду... Собирал разные старые и древние вещи и предметы, монеты, имея в виду оставить их после себя общественному музею, но общее разрушение вынуждает для существования мне и моим близким продавать всяческое имущество...».
Сестра Александра Львовича  — Софья Львовна Разумихина, чтобы иметь возможность кормить семью, передала скифское золото во Францию, а затем состоялась сделка с англичанами. Скифское золото было продано всего за полторы тысячи фунтов стерлингов.
С 2008 года сокровища Делагарда находятся в Британском Музее в Лондоне и представлены на сайтах Музея.
После установления власти большевиков в Крыму в ноябре 1920 года ялтинская дача А.Л.Бертье-Делагарда перешла в ведение городского отдела коммунального хозяйства. 
Его оставшиеся наследники – семья сестры – получили в пользование в этом доме одну комнату. В 1924 году библиотека по крымоведению была перевезена в Центральный музей Тавриды. Туда же поступила часть архива, связанная с научными изысканиями А.Л.Бертье-Делагарда. Остальные материалы, главным образом проектно-строительную документацию, в 1930 году принял на хранение Исторический архив Крымской АССР.
Скончался А.Л.Бертье-Делагард 14 февраля 1920 года вследствие закупорки мозговых сосудов. Похоронен на кладбище в Аутке, вблизи Ялты. Кладбище не сохранилось, не сохранилась и могила. 

## Общественно-научная деятельность
Активно участвовал в научных обществах  и был членом:
- Московского археологического общества — с 1886 года;
- Таврической учёной архивной комиссии  — с 1889 года; почётный член — с 1916 года;
- Российского императорского археологического общества — с 1890 года;
- Императорской археологической комиссии — с 1893 года.

Руководил рядом общественных организаций: вице-президент Одесского общества истории и древностей (ООИД;1889—1919), Председатель Ялтинского отделения Крымского горного клуба (1894—1919), председатель Ялтинского технологического клуба.

## Научные работы
- Остатки древних сооружений в окрестностях Севастополя и пещерные города Крыма // ЗООИД. — Одесса, 1886. Т. 14, отд. 1.
- Древности южной России. Раскопки Херсонеса // Материалы по археологии России. — СПб. — № 12. — 1893. — С. 1—114.
- Раскопки Херсонеса // Материалы по археологии России. — № 12. — 1893. — 64 с.
- Остатки древних сооружений в окрестностях Севастополя и пещерных городов Крыма / ЗООИД. — Т. 14. — 1886. — С. 166—279.
- Подделка греческих древностей на юге России. — Одесса: Экономич. тип., 1896. — 44 с.
- Поправки общего каталога монет Бурачкова. — М., 1907. — 47 с.
- Случайная находка древностей близ Ялты // ЗООИД. — Одесса, 1907 г. Т. 27, отд. 5.
- К истории христианства в Крыму. Мнимое тысячелетие / А. Л. Бертье-Делагард. — Одесса: Тип. С. Мерка, 1908. — 114 c.
- О развитии картографических понятий о Крыме // Известия Ялтинского технического общества. — 1909. — Вып. 1.
- О прошлом Тавриды // Известия Ялтинского технического общества. — 1909. — Вып. 1.
- Из прошлого Тавриды: Осада древнего Херсонеса // Известия Ялтинского технического общества. — 1909. — Вып. 1.
- Результаты работ Комиссии по исследованию причин затопления Аутской улицы ливневыми водами // Известия Ялтинского технического общества. — 1909. — Вып. 2.
- Желательные особенности построек, возводимых на Южном берегу Крыма в местностях, подверженных оползням // Известия Ялтинского технического общества. — 1909. — Вып. 2.
- Материалы для весовых исследований монетных систем древнегреческих городов и царей Сарматии и Тавриды // Нумизматический сборник: Московское нумизматическое об-во. — М., 1913. — Т. 2.
- Память о Пушкине в Гурзуфе // Пушкин и его современники: Материалы и исследования. СПб., 1913 г. Вып. 17/18. — С. 77—155.
- Ценность монетных номиналов в Крымском ханстве // Известия Таврической учёной архивной комиссии. — Симферополь. — 1914. — № 51. — 153—185.
- Значение монограмм на монетах Херсонеса // Записки Нумизматического Отделения Императорского Русского Археологического Общества. Т. I. — СПб.: Типография Императорской Академии наук, 1906.
- Как Владимир осаждал Корсунь. — СПб.: тип. Имп. Акад. наук, 1909. — 67 с.
- Заметки о Тмутараканском камне // Известия Таврической учёной архивной комиссии. — 1918. — № 55.
- Каламита и Феодоро // Известия Таврической учёной архивной комиссии. — № 55. — 1918. — С. 1—44.
- Исследование некоторых недоуменных вопросов средневековья в Тавриде // Известия Таврической учёной архивной комиссии. — № 57. — 1920. — С. 1—135.

## Рекомендуемая литература
- Непомнящий А. А. Александр Львович Бертье-Делагард: библиографические штудии // Боспорские исследования. Вып. V. — Симферополь-Керчь, 2004. — С. 476—494.